# Saint Kitts och Nevis flagga
Saint Kitts och Nevis flagga antogs 19 september 1983 av Saint Kitts och Nevis. Grönt symboliserar bördigheten, gult står för solen och rött för frihetskampen. De två vita stjärnorna står för hopp respektive frihet. Den svarta färgen är en symbol för invånarnas afrikanska ursprung. Proportionerna är 2:3.

## Historik
Inför självständigheten 1983 utlystes en landsomfattande tävling om ny nationsflagga. Det vinnande bidraget i denna tävling skapades av Edrice Lewis, som också är den som står bakom tolkningen av färgerna och symboliken.

## Nevis flagga
Ön Nevis har en egen flagga som skiljer sig från nationsflaggan. Den är gul med nationsflaggan infälld i övre inre hörnet, samt en stiliserad bild av vulkanen Nevis Peak i färgerna vitt, grönt och blått mitt på.